# Nationaal Noodnet
Het Nationaal Noodnet was een landelijk telefoonnetwerk voor communicatie tussen overheid en hulpdiensten in Nederland, voor gebruik tijdens bijzondere situaties. Het Nationaal Noodnet is opgezet voor het geval dat tijdens rampen en andere calamiteiten het reguliere openbare telefoonnet geheel overbelast raakt of uitvalt. Tegenwoordig is het Nationaal Noodnet vervangen door de Noodcommunicatievoorziening.

## De opzet van het Nationaal Noodnet
Het Nationaal Noodnet was operationeel sinds 1991 en was beschikbaar voor overheidsorganisaties en vitale bedrijven, zoals energieleveranciers. De mogelijkheden zijn beperkt; het ontwerp is vooral gericht op betrouwbaarheid. Daarom worden alleen spraak- en faxverkeer ondersteund. Bij extreem hoge belasting kunnen de verbindingen bezet raken, maar het systeem mag nooit compleet uitvallen, wat bij een normale telefooncentrale wel kan gebeuren.
Het net is bestemd voor spraak- en faxverkeer en er zijn enkele inbelmodems. De overheid signaleert recentelijk de behoefte om ook dataverkeer mogelijk te maken.
Het noodnet is een gesloten netwerk, dus de aangeslotenen kunnen alleen elkaar bereiken, door het intoetsen van een telefoonnummer met vijf cijfers. Er zijn zo'n 6500 nummers aangesloten, vooral bij centrales van kazernes, brandweer, politie en ambulance, ministeries, gemeentehuizen en dergelijke. Er is ruimte voor 10.000 aansluitingen. De aansluitingen zijn grotendeels enkel uitgevoerd. Dat houdt in dat er slechts door één instantie naar één andere gebruiker kan worden gebeld en de volgende een ingesprektoon krijgt.
Het net is volledig gescheiden van het openbare telefoonnet. Indien nodig kan het wel gekoppeld worden met het reguliere telefoonnet, al moet dit meestal via een telefoniste. Wel kunnen semafoonoproepen op beperkte basis verzonden worden. 
Het netwerk bestaat uit 17 digitale telefooncentrales, beschermd opgesteld in onderkomens voor noodcommunicatie van de KPN. Deze centrales zijn onderling verbonden via tweevoudig geografisch gescheiden digitale transmissiewegen.

## Vernieuwing
Het Nationaal Noodnet wordt beheerd door Koninklijke KPN NV in opdracht van het Ministerie van Binnenlandse Zaken en Koninkrijksrelaties. Het contract met KPN liep tot 1 januari 2010.
Op 18 november 2009 maakte het ministerie van BZK bekend dat de aanbesteding van de Noodcommunicatievoorziening (NCV), zoals het nieuwe systeem gaat heten, afgerond was. KPN heeft de opdracht ter waarde van 6,5 miljoen euro verworven.

## Andere noodnetten

### Millenniumwisseling
In verband met de millenniumbug heeft KPN vanaf oktober 1999 gedurende 6 maanden een mobiel noodnet in de lucht gehad.

### Satcom
De overheid beschikt ook over een systeem voor satellietcommunicatie (satcom) voor communicatie tussen een rampterrein en de operationele staf. Dit systeem vult het Noodnet aan aangezien het Nationaal Noodnet niet mobiel is. Het systeem is onder andere ingebouwd in verbindings- en commandovoertuigen van het type VC-2 van de brandweer.